# Bloody Valentine
Bloody Valentine è un singolo del rapper statunitense Machine Gun Kelly, pubblicato il 1º maggio 2020 come primo estratto dal quinto album in studio Tickets to My Downfall.

## Video musicale
Il video musicale, diretto da Michael Garcia, è stato reso disponibile il 20 maggio 2020 e vede la presenza di Megan Fox.

## Tracce
Testi e musiche di Colson Baker, Derek Ryan Smith, Nicholas Alex Long e Travis Barker.
Download digitale
1. Bloody Valentine – 3:25

Download digitale – Acoustic
1. Bloody Valentine (Acoustic) – 3:15

## Formazione
Musicisti
- Machine Gun Kelly – voce, chitarra
- Nicholas Alex Long – basso, chitarra
- Travis Barker – batteria

Produzione
- Travis Barker – produzione
- Colin Leonard – mastering
- Neal Avron – missaggio
- Scott Skrzynski – assistenza al missaggio

## Classifiche
| Classifica (2020) | Posizione massima |
| ----------------- | ----------------- |
| Belgio (Fiandre)  | 74                |
| Canada            | 81                |
| Irlanda           | 78                |
| Regno Unito       | 51                |
| Repubblica Ceca   | 50                |
| Stati Uniti       | 107               |